# Vasilis Papakonstantinou

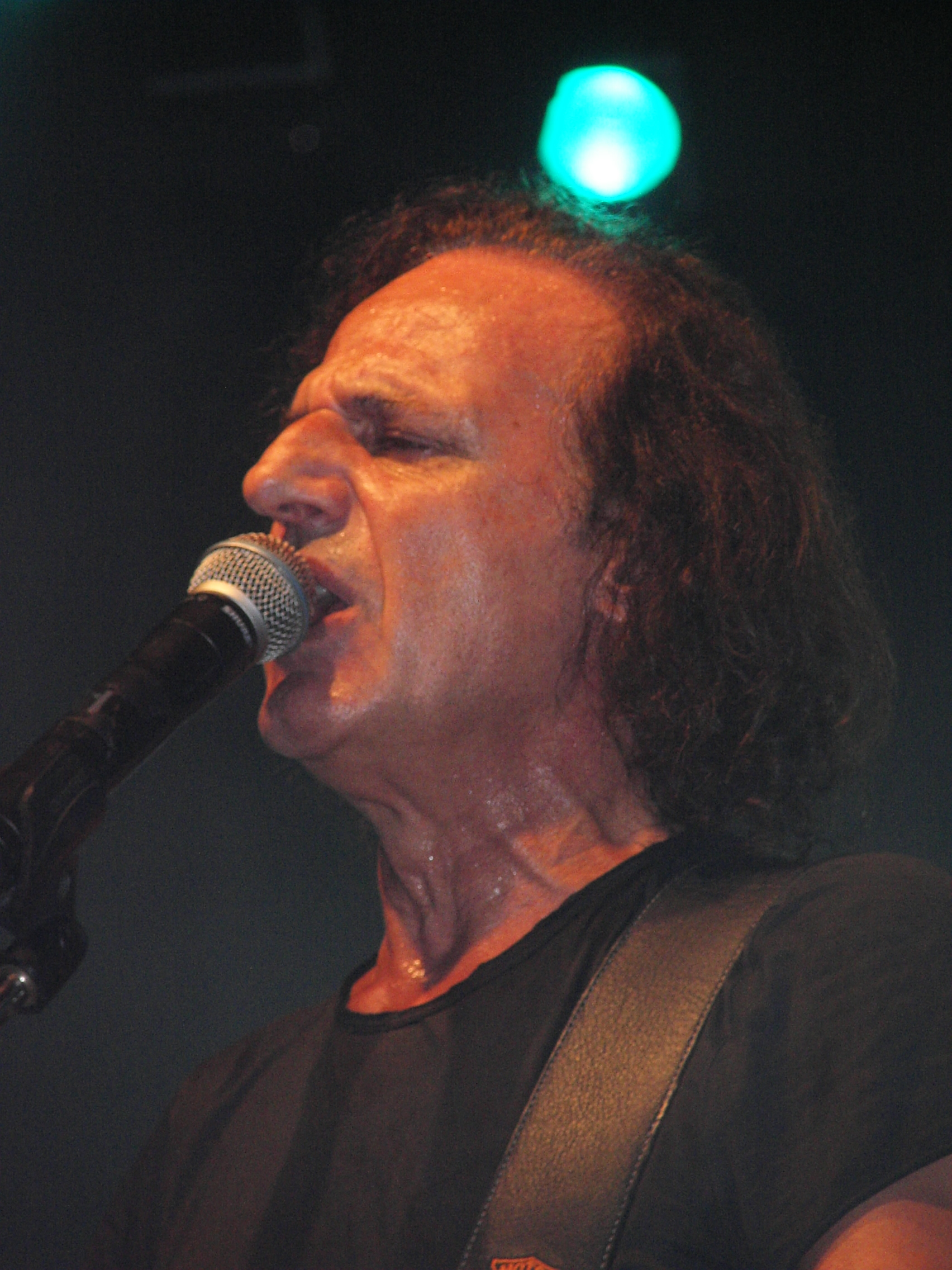
Vasilis Papakonstantinou (2007)

Vasilis Papakonstantinou (griechisch Βασίλης Παπακωνσταντίνου, * 21. Juni 1950 in Vastas (bei Megalopoli in Arkadien)) ist ein griechischer Rocksänger.

## Leben
Vasilis Papakonstantinou lebte bis 1957 in Vastas, nahe Megalopoli. Dann zog seine Familie nach Athen. Mit 12 Jahren bekam er seine erste Gitarre. Nach eigenen Angaben stand er mit 17 Jahren zum ersten Mal mit seiner Band CROSSWORDS bei einem Konzert auf der Bühne. Dieser Auftritt fand in der Arbeitersiedlung statt, in der er wohnte.
Bei seinem Antritt zur Wehrpflicht 1972 lernte er den Sänger Dimitris Mitropanos kennen, der gleichzeitig mit ihm eingezogen wurde und mit dem er Musik machte. Papakonstantinou musste seinen Wehrdienst bei einer Panzereinheit ableisten, obwohl er als Beruf Musiker angegeben hatte. 1973 zog er nach München, wo er aktiv an Veranstaltungen gegen die Griechische Militärjunta (1967–1974) teilnahm und auch Konzerte gab. Sein Publikum bestand vorwiegend aus griechischen Studierenden und Emigranten. Nach dem Fall der Junta kehrte er nach Griechenland zurück, wo er mit seiner professionellen Karriere als Sänger und Musiker begann.
Im selben Jahr lernte er in Paris Mikis Theodorakis kennen, mit dem er nach 1976 mehrere Schallplatten herausgab. 1978 wählte ihn Theodorakis für seine Welttournee als Sänger aus, dadurch stand Papakonstantinou in Europa, Amerika und Australien mit ihm auf der Bühne.
Papakonstantinou lebt in Athen und ist mit der Schauspielerin Eleni Rantou verheiratet; die beiden haben eine Tochter.

## Karriere
1975 traf Papakonstantinou zwei Komponisten, mit denen er lange zusammenarbeitete: Manos Loïzos und Thanos Mikroutsikos, die der griechischen Musik in der Zeit nach der Junta einen neuen Klang verliehen. Papakonstantinous Stimme gab dieser Musik Dynamik und Ausdruck. In den darauf folgenden Jahren sang Papakonstantinou auf zahlreichen Veranstaltungen der Arbeiterbewegung, auf Streikversammlungen und antifaschistischen Konzerten. Obwohl er nie einer Partei beitrat, wird er politisch dem linken Flügel zugerechnet.
In den 1980er Jahren entwickelte sich Papakonstantinou immer mehr zu einem Rock-Musiker, als Beispiele für seinen rockigen Stil gelten die LPs Dierisi und Cheretismata. Er wurde zu einem der beliebtesten griechischen Interpreten. 1985 gab er sein erstes eigenes Großkonzert mit 16.000 Zuschauern im Stadion des Friedens und der Freundschaft (Στάδιο Ειρήνης και Φιλίας, Stadio Eirinis kai Philias) in Piräus. Obwohl er nie von den Medien unterstützt wurde, gelangte er in Griechenland und Zypern zu großer Popularität mit stets ausverkauften Konzerten.
Zu seinen Aufnahmen gehören auch Vertonungen griechischer Poeten, wie 1984 in seinem Album Karyotakis, in dem er Poesie von Kostas Karyotakis musikalisch interpretiert, und 1993 im Album Fisaei mit Versen von Tasos Livaditis als Songtexten. Papakonstantinou komponiert auch selbst, Beispiele dafür sind die Lieder Na grafis ke na tilefonis (Du sollst schreiben und telefonieren) auf der LP Chorevo oder der Song Cheritismata des gleichnamigen Albums. 2021 gab er in einem Fernsehinterview an, 1283 Songs gesungen zu haben und davon 200 eigene. Oft wird er als „die Legende des griechischen Rock“ (Ο θρύλος της ελληνικής ροκ) bezeichnet. Bis heute treffen sich auf seinen Konzerten mehrere Generationen.
Für sein Album Chamenes Agapes erhielt er die Goldene Schallplatte. Seine Live-Aufnahme mit Giorgos Dalaras im Attiko wurde 1991 zum meistverkauften Album Griechenlands in dem Jahr und bekam die Platin-Schallplatte.
Papakonstantinou trat mit zahlreichen bekannten griechischen Musikern auf, unter anderem mit Mikis Theodorakis, Haris Alexiou, Giorgos Dalaras und Thanos Mikroutsikos, aber auch mit international bekannten Rockgruppen, so 2009 mit den Scorpions bei ihrem Athener Konzert. 2011 beteiligte er sich an den fünf Konzerten der bekannten Rockgruppe Deep Purple in Griechenland und Zypern.
2023 konnte Papakonstantinou sein 50-jähriges Schallplatten-Jubiläum feiern, zu diesem Anlass gab er am 14. Juni ein großes Konzert im Kallimarmaro Stadion von Athen.

## Diskografie
- 1972: Δυο φίλοι / Φίλοι καλοί μου και αδερφοί (Zwei Freunde / Meine lieben Freunde und Brüder) – Single
- 1972: Σε είδα κι αναστήθηκα / Χελιδονάκι (Ich sah dich und kam zurück ins Leben / Kleine Schwalbe) – Single
- 1975: Τα αγροτικά (Songs vom Land)
- 1976: Της εξορίας (Songs aus dem Exil)
- 1978: Βασίλης Παπακωνσταντίνου (Vasilis Papakonstantinou)
- 1981: Αρμενία (Armenien)
- 1982: Φοβάμαι (Ich fürchte mich)
- 1984: Καρυωτάκης (Karyotakis)
- 1984: Διαίρεση (Division)
- 1985: Η συναυλία από το Νέο Φάληρο (Das Konzert von Neo Faliro)
- 1987: Χαιρετίσματα (Grüße)
- 1987: Οι μεγαλύτερες επιτυχίες του (Seine größten Erfolge)
- 1988: Όλα από χέρι καμένα (Alles handgemacht)
- 1989: Ελλάς (Griechenland) – Maxi-Single
- 1989: Χορεύω (Ich tanze)
- 1991: Νταλάρας-Παπακωνσταντίνου: Ζωντανή Ηχογράφηση από το Αττικόν (Dalaras – Papakonstantinou: Live-Aufnahme vom Attikon)
- 1991: Χρόνια πολλά (Herzlichen Glückwunsch)
- 1992: Σφεντόνα (Katapult)
- 1993: Φυσάει (Es weht)
- 1994: Δε σηκώνει (Er steht nicht auf)
- 1994: Οι μπαλάντες του Βασίλη (Die Balladen von Vasilis)
- 1996: Στην οθόνη της ψυχής μου (Auf dem Bildschirm meiner Seele)
- 1997: Πες μου ένα ψέμα ν’ αποκοιμηθώ (Sag mir eine Lüge, damit ich einschlafe)
- 1999: Να με φωνάξεις (Du sollst mich rufen)
- 1999: Θάλασσα στη σκάλα (Meer auf der Treppe)
- 2000: Σφεντόνα-Live (Sfentona Live)
- 2000: Χαμένες αγάπες (Verlorene Liebe)
- 2002: Προσέχω δυστυχώς (Ich passe leider auf)
- 2003: Εσείς, οι φίλοι μου κι εγώ – Live Petroupoli (Ihr, meine Freunde und ich)
- 2004: Φρέσκο χιόνι (Neuschnee)
- 2005: Ηρώδειο (Irodeio)
- 2006: Εφ' όλης της ύλης (Aus jeder Materie)
- 2007: Μετωπική (Frontal)
- 2008: Βατόμουρα (Himbeeren)
- 2009: Ουράνια τόξα κυνηγώ (Ich jage Regenbögen)
- 2010: Το παιχνίδι παίζεται (Das Spiel wird gespielt)
- 2011: Το τραγούδι της πλατείας (Das Lied des Platzes) – Single
- 2012: Αφετηρία (Startpunkt)
- 2013: Χάρτινα δεσμά (Papierkrawatten)
- 2013: Δραπέτης (Μέρος Α: Το παραμύθι της βεντάλιας)
- 2014: Χαίρε! (Sei gegrüßt!) – Single
- 2015: Δραπέτης (Μέρος Β: Της αρμονίας μετανάστης)
- 2017: Όλα είναι για μας (Alles ist für uns)
- 2019: Μπλέξαμε (Wir sind verwickelt)
- 2021: Αντίλαλος (Echo)

### Singles (Auswahl)
- 1982: S' Akoloutho
- 1984: Prin To Telos
- 1984: O Mavros Gatos
- 1987: Heretismata
- 1992: Vradi Savvatou
- 1992: Sfedona
- 1993: Ena Karavi
- 1993: Na Dis Ti Sou 'Ho Gia Meta (mit Lavrentis Machairitsas)
- 1997: I Psihes Ke I Agapes
- 1999: S' Agapo Na Prosehis
- 1999: Efiva Gerakia
- 1999: Mikres Nothies
- 2007: Na Kimithoume Agalia